# Resolució 453 del Consell de Seguretat de les Nacions Unides
La Resolució 453 del Consell de Seguretat de les Nacions Unides, aprovada el 12 de setembre de 1979 després d'examinar l'aplicació de Saint Lucia per a ser membre de les Nacions Unides, el Consell va recomanar a l'Assemblea general que Saint Lucia fos admesa.